# Carboxylestérase

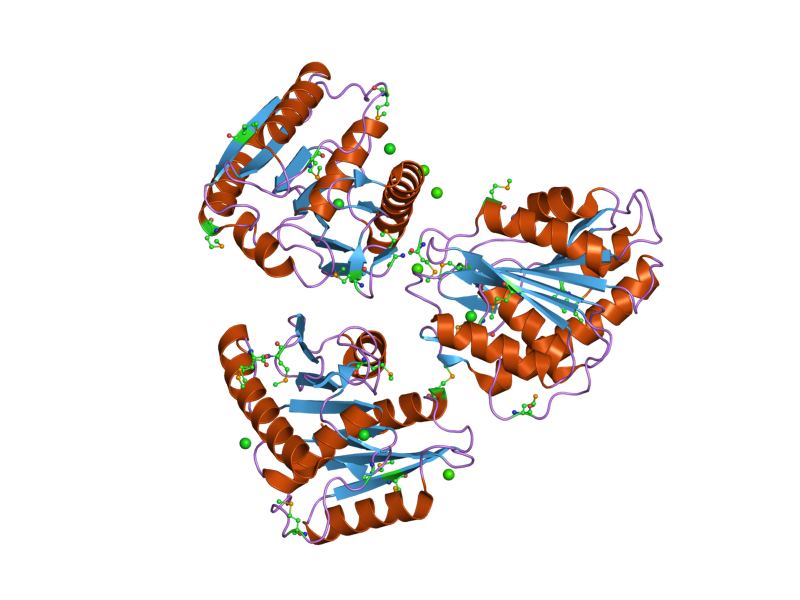
Carboxylestérase de Bacillus cereus.

Une  carboxylestérase est une enzyme de type hydrolase, plus spécifiquement de la classe 3.1.1, c'est-à-dire les hydrolases des esters carboxyliques. Elles catalysent donc les réactions du type :
ester carboxylique + H2O {\displaystyle \rightleftharpoons } alcool + acide carboxylique
Le nom complet de cette classe d'enzyme est carboxylester-hydrolase.
Cette classe comprend plusieurs enzymes, dont la carboxylestérase 1.

## Exemples
- acétylcholinestérase
- ali-estérase
- B-estérase
- butyrate estérase
- butyryl estérase
- carboxylestérase 1
- carboxylestérase 2
- carboxylestérase 3
- estérase A
- estérase B
- estérase D
- méthylbutyrase
- méthylbutyrate estérase
- monobutyrase
- procaïne estérase
- propionyl estérase
- triacétine estérase
- vitamine A estérase
- cocaïne estérase

la dernière de ces enzymes participe aussi à la biosynthèse d'alcaloïdes.

## Gènes
les gènes humains impliqués dans le codage de l'enzyme carboxylestérase incluent :
- CES1
- CES2
- CES3
- CES4
- CES7
- CES8